# Песчанское (Запорожская область)
Песчанское (укр. Піщанське) — село,
Новенский сельский совет,
Мелитопольский район,
Запорожская область,
Украина.
Население — 58 человек. Самое молодое село Мелитопольского района, образованное только в 2012 году.

## История
Населённый пункт возник около 1978 года как совхоз «Песчанский», затем был отделением лесопитомника, потом — отделением совхоза «Садовое».
В 2007 году собрание жителей приняло ходатайство о присвоении населённому пункту названия Песчанское, и в 2008 году комиссия Верховной Рады Украины по вопросам госстроительства и местного самоуправления удовлетворила ходатайство.
5 июля 2012 года решением Верховной Рады Украины Песчанское официально получило статус села.

## Инфраструктура
В селе 2 улицы и 25 дворов.
Оно электрифицировано, газифицировано, проведён водопровод.